# Стационе ди Санта Севера (Рим)
Стационе ди Санта Севера је насеље у Италији у округу Рим, региону Лацио.
Према процени из 2011. у насељу је живело 33 становника. Насеље се налази на надморској висини од 13 м.